# Nerf cutané postérieur du bras
Le nerf cutané postérieur du bras (ou nerf cutané brachial postérieur ou rameau cutané interne du nerf radial) est un nerf sensitif du bras.

## Origine
Le nerf cutané postérieur du bras nait du nerf radial au niveau de la base du creux axillaire.

## Trajet
Le nerf cutané postérieur traverse le creux axillaire, perfore le fascia brachial et innerve la peau de la face dorsale interne du bras jusqu'au coude.
Dans son parcours il croise en arrière et communique avec un nerf intercosto-brachial.

## Galerie

Schéma de distribution segmentaire des nerfs cutanés du membre supérieur droit.